# Prado (Melgaço)
Prado is een plaats (freguesia) in de Portugese gemeente Melgaço en telt 468 inwoners (2001).